# Spoorlijn 219
Spoorlijn 219 is een Belgische spoorweg in het Gentse havengebied die loopt tussen de bundel Zandeken en de bundel Halve Maan ten zuiden van het Kluizendok.

## Aansluitingen
In de volgende plaats is er een aansluiting op de volgende spoorlijn:
Bundel Zandeken
Spoorlijn 55 tussen Gent-Sint-Pieters en Terneuzen